# Leptocheirus plumulosus
Leptocheirus plumulosus är en kräftdjursart som beskrevs av Robert Alan Shoemaker 1932. Leptocheirus plumulosus ingår i släktet Leptocheirus och familjen Aoridae. Inga underarter finns listade i Catalogue of Life.